# Samuel Coronel
Pour les articles homonymes, voir Coronel.
Coronel  González est un nom espagnol. Le premier nom de famille, en général paternel, est Coronel ; le second, en général maternel, souvent omis, est González.
Samuel Coronel González, né le 26 juin 1990 à Coronel Oviedo, est un coureur cycliste paraguayen.

## Palmarès
- 2007
  -  Champion du Paraguay du contre-la-montre juniors
- 2014
  - 2e du championnat du Paraguay sur route
- 2016
  -  Champion du Paraguay sur route

## Classements mondiaux
| Année            | 2014 |
| ---------------- | ---- |
| UCI America Tour | 108e |